# Challenge Tour 2018/19
Die Challenge Tour 2018/19 war eine Amateurserie von Snookerturnieren parallel zur Snooker-Saison 2018/19. Sie sollte die oft kritisierte Lücke, die durch den Wegfall der Players Tour Championship entstanden war, wieder schließen.

## Modus
Die Ergebnisse der Q School 2018 wurden als Grundlage für ein Teilnehmerfeld von 64 Spielern genutzt. Die besten Spieler der drei Q-School-Turniere, sofern sie sich nicht für die Profisaison qualifiziert hatten, waren für die Challenge Tour 2018/19 qualifiziert. Außerdem wurden für manche Turniere Wildcards verteilt, insgesamt acht. Dies betraf die Landesmeister von Lettland (Rodion Judin) und Belgien (Kevin Van Hove), den Polen Kacper Filipiak, den Isländer Kristján Helgason und die Frauenweltmeister Ng On Yee und Reanne Evans. Helgason und Filipiak nahmen jedoch an keinem Turnier teil. Der Pole Adam Stefanów erhielt ursprünglich auch eine Wildcard, bekam aber eine Einladung auf die Snooker Main Tour und nahm deshalb nicht an der Challenge Tour teil.
Für die Saison 2018/19 waren 10 Turniere in europäischen Snookerclubs und Austragungsorten von Snookerturnieren der Profisaison angesetzt. Nach dem Vorbild der Weltrangliste wurde am Saisonende eine Prämienrangliste erstellt und die beiden Führenden der Wertung bekamen die Startberechtigung für die Main-Tour-Spielzeiten 2019/20 und 2020/21.
Alle Spiele wurden im Modus Best of 5 Frames ausgetragen.

## Preisgeld
Für jedes Turnier gibt es ein festes Preisgeld.
|                 | Preisgeld |
| --------------- | --------- |
| Sieger          | 2.000 £   |
| Finalist        | 1.000 £   |
| Halbfinalist    | 700 £     |
| Viertelfinalist | 500 £     |
| Achtelfinalist  | 200 £     |
| Letzte 32       | 125 £     |
| Insgesamt       | 10.000 £  |

## Ergebnisse
Jeder Spieler musste für jedes Turnier eine Startgebühr von 50 ₤ bezahlen.
| Nr. | Datum                      | Austragungsort    | Sieger           | Finalist         | Ergebnis |
| --- | -------------------------- | ----------------- | ---------------- | ---------------- | -------- |
| 01  | 2. bis 3. Juni 2018        | Burton-upon-Trent | Brandon Sargeant | Luke Simmonds    | 3:1      |
| 02  | 10. bis 11. Juli 2018      | Preston           | David Grace      | Mitchell Mann    | 3:0      |
| 03  | 28. Juli 2018              | Riga              | Barry Pinches    | Jackson Page     | 3:2      |
| 04  | 27. bis 28. August 2018    | Fürth             | Mitchell Mann    | Dylan Emery      | 3:0      |
| 05  | 18. bis 19. September 2018 | Derby             | David Lilley     | Brandon Sargeant | 3:1      |
| 06  | 4. bis 5. Oktober 2018     | Lommel            | David Grace      | Ben Hancorn      | 3:0      |
| 07  | 13. bis 14. Oktober 2018   | Barnsley          | Joel Walker      | Jenson Kendrick  | 3:0      |
| 08  | 24. bis 25. November 2018  | Budapest          | Simon Bedford    | David Lilley     | 3:1      |
| 09  | 26. bis 27. Januar 2019    | Sheffield         | Adam Duffy       | Matthew Glasby   | 3:1      |
| 10  | 6. bis 7. März 2019        | Gloucester        | George Pragnell  | Callum Lloyd     | 3:2      |

## Qualifikanten
Der Engländer Brandon Sargeant stand bereits nach dem neunten Event als erster Qualifikant fest. Mit David Grace, Mitchell Mann und David Lilley hatten vor dem letzten Turnier noch drei Spieler die Möglichkeit, auf einen der ersten beiden Plätze zu kommen. Da Mann in der zweiten und Lilley in der dritten Runde ausschied, wurde Grace Zweiter in der Rangliste und qualifizierte sich somit ebenfalls für die nächsten beiden Main-Tour-Saisons. Sargeant ist neu auf der Profitour, Grace war in der vorherigen Saison 2017/18 noch Profi.
Mitchell Mann hatte zwar die Qualifikation verpasst, der Weltverband hatte aber noch einen Platz in der kommenden Saison frei und wählte ihn für eine World Snooker Tour Card aus. David Lilley schaffte schließlich in der Q School 2019 ebenfalls doch noch die Main-Tour-Qualifikation.

## Rangliste

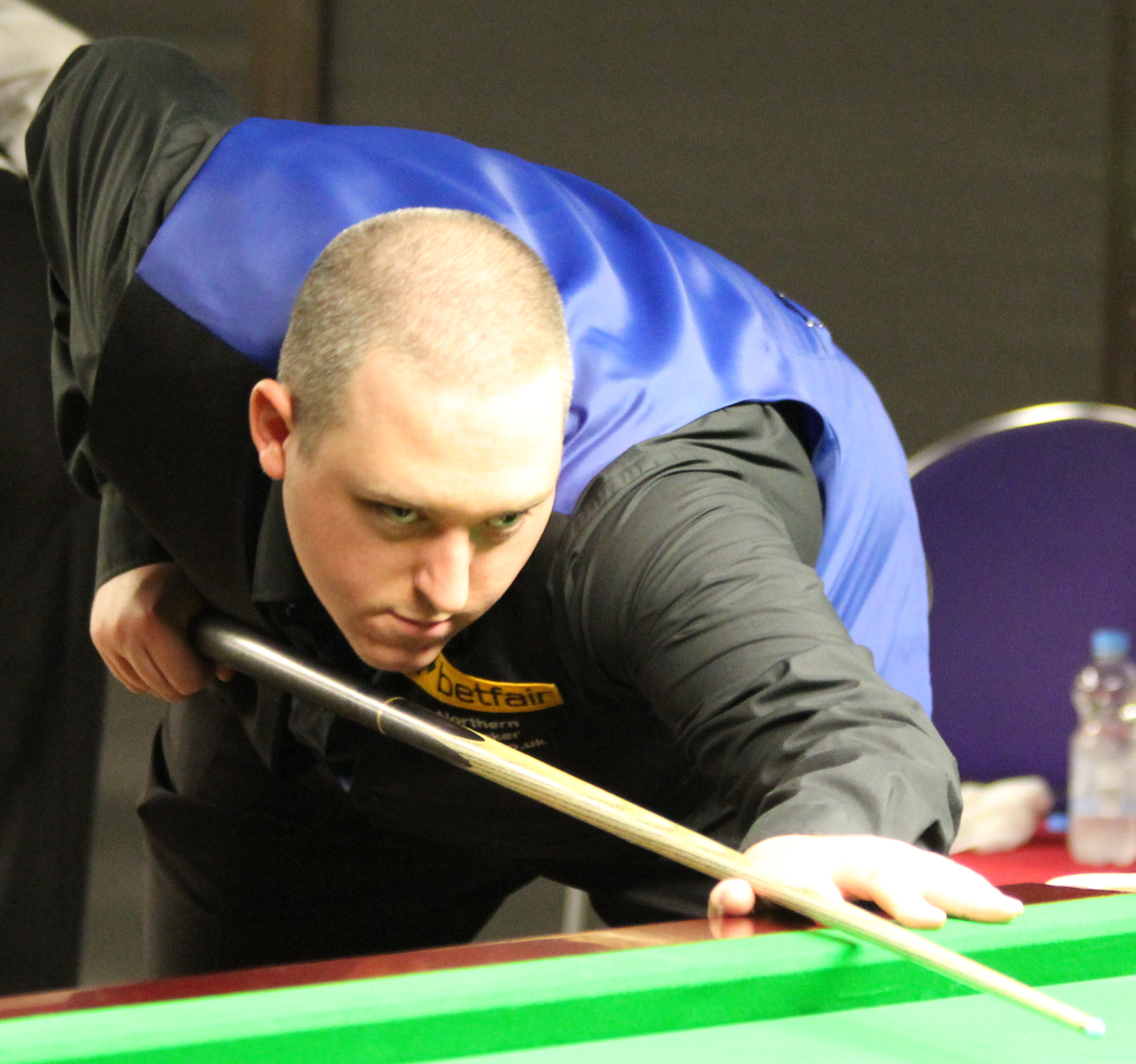
David Grace

| Platz | Spieler          | Preisgeld in Pfund |
| ----- | ---------------- | ------------------ |
| 1     | Brandon Sargeant | 6.625              |
| 2     | David Grace A    | 6.475              |
| 3     | Mitchell Mann A  | 5.850              |
| 4     | David Lilley     | 4.400              |
| 5     | Barry Pinches    | 4.075              |
| 6     | Steven Hallworth | 3.225              |
| 7     | Joel Walker      | 3.075              |
| 8     | George Pragnell  | 3.025              |
| 8     | Jackson Page     | 3.025              |
| 10    | Kevin Van Hove   | 2.725              |
| 11    | Simon Bedford    | 2.450              |
| 12    | Adam Duffy A     | 2.375              |
| 13    | Daniel Womersley | 2.175              |
| 14    | Ben Hancorn      | 2.075              |
| 15    | Luke Simmonds    | 1.825              |
| 16    | Jamie O’Neill    | 1.775              |
| 16    | Oliver Brown     | 1.775              |
| …     |                  |                    |
| 32    | Andreas Ploner   | 1.025              |
| …     |                  |                    |
| 46    | Felix Frede      | 500                |
| …     |                  |                    |
| 71    | Umut Dikme       | 125                |